# Соловецкие острова
Солове́цкие острова́ (поморск. Солове́цько, карел. Solokka от саамского Suollek — «острова») — архипелаг в Белом море на входе в Онежскую губу. Площадь — 347 км². Это самый крупный по площади архипелаг Белого моря.
Соловецкие острова состоят из шести крупных островов:
- Соловецкий (Большой Соловецкий) — 246 км²
- Анзерский, или Анзер — 47 км²
- Большая Муксалма — 17 км²
- Малая Муксалма — 0,57 км²
- Большой Заяцкий — 1,25 км²
- Малый Заяцкий — 1,02 км²

В архипелаг входят также более 100 малых островков.
Острова в рамках административно-территориального устройства составляют Соловецкий район, в рамках организации местного самоуправления — Соловецкое сельское поселение Приморского муниципального района Архангельской области.
Соловецкий архипелаг, а также пятикилометровая акватория Белого моря, включены в состав особо охраняемой территории — Федерального государственного учреждения «Соловецкий государственный историко-архитектурный и природный музей-заповедник». На Большом Соловецком острове находится зона строгой заповедности[прояснить]. Главной достопримечательностью и духовным центром островов является Соловецкий ставропигиальный мужской монастырь.

## История

### Первые следы человека
Первые стоянки первобытного человека со следами каменных орудий на Соловецком архипелаге датируются серединой VI тысячелетия до н. э.. Впрочем, датировка вызывает сомнения, так как обнаруженная органика (древесный уголь) может датировать лишь время лесного пожара, но не саму стоянку. Радиоуглеродный анализ угля из очага на стоянке Муксалма-3 (остров Большая Муксалма) дал дату 6785±80 лет до настоящего времени. Керамика со стоянки Муксалма-6 датируется радиоуглеродным методом возрастом 5900 лет, аналогичная керамика найдена на стоянке Анзерская-8.
Ко II и I тысячелетию до н. э. относят неолитические артефакты (стоянки Муксалма-1, Колгуевская-1 и Капорская), представленные сверленым каменным топором и керамическими предметами сетчатого и ямочно-гребенчатого орнамента, связанными с берегами Северной Двины. Одним из памятников пребывания древнего человека на Соловках (Большой Заяцкий остров) являются каменные спиралевидные лабиринты диаметром до 25 метров.
Существуют свидетельства пребывания саамов и карелов (например, серебряная фибула XII века) на острове Анзер в средневековый (домонастырский) период. Об их присутствии говорят топонимы данной местности, например, топоним «Соловец» от саамского «suolenč» и карельское название островов Муксалма.
В XII и XIII веках на архипелаг впервые приезжают русские колонисты, а в XV веке Соловки вошли в состав промысловых угодий представительницы карельского рода Ховры Тойвутовой.

### XV век
В 1429 году на Соловки приезжает монах Савватий, который здесь встречает преподобного Германа. Датой основания монашеского поселения считают 1436 год — время появления на Соловках преподобного Зосимы. В 1460-х годах на островах были построены три деревянные церкви (Преображенская, Никольская и Успенская), а также трапезная. Была получена жалованная грамота от Господина Великого Новгорода, которая была подтверждена в 1479 году Иваном III.

### XVI век
В 1534—1548 годах в число братии был принят святой Филипп (в миру Фёдор Колычев), будущий игумен монастыря, сделавший очень многое для экономического развития монастыря, а также для признания авторитета Соловецкого монастыря. В первой половине XVI в. монастырь получил несколько жалованных грамот от Ивана IV. Эти документы содержали многочисленные льготы и пожалования для монастыря. В середине XVI в. под руководством Фёдора Колычева в монастыре бурно развивается каменное строительство. В 1582 году началось возведение каменной стены на Большом Соловецком острове. Соловецкий монастырь как место для ссылки был впервые использован в 1554 году (сюда был сослан игумен Артемий, бывший настоятель Троице-Сергиева монастыря), а первый острог был сооружен в 1579 году.

### XVII век
В XVII веке Соловецкий монастырь участвовал в военных действиях, а также использовался как место ссылки заключённых, главным образом, по политическим мотивам. 5 августа 1621 года в Соловецкий монастырь пришла грамота царя Михаила Фёдоровича, в которой говорилось, что поскольку Соловки «место укра́инное» (окраинное), то монастырь необходимо укрепить, соорудить каменные жилые для служилых людей и надлежало «ров около Соловецкого города, который почат выкладывати каменем… докопати, и каменем выстлати и чеснок побити».
В 1637 году приказом Михаила Фёдоровича с Соловков был отозван воевода, а его функции были переданы настоятелю монастыря. Таким образом, настоятель обители возглавил оборону Западного Беломорья.
В 1668 году на Соловки были посланы отряды стрельцов, которые призваны были изгнать из монастыря монахов, отказавшихся признать реформы патриарха Никона, сторонники «мирного стояния за веру» были изгнаны из монастыря в 1669 году. В 1675 году стрельцами был произведён неудавшийся штурм, но 22 января 1676 года Соловецкий монастырь был взят, а руководители его были казнены. Это событие получило название «соловецкого восстания».

### XVIII век
В XVIII веке монастырь неоднократно посещался Петром I, в том числе с эскадрой новопостроенных кораблей. В отношении монастыря производился ряд секуляризационных мероприятий. В конце XVIII века издаётся первый печатный труд по истории Соловецкого монастыря — «Летописец Соловецкий».

### XIX век

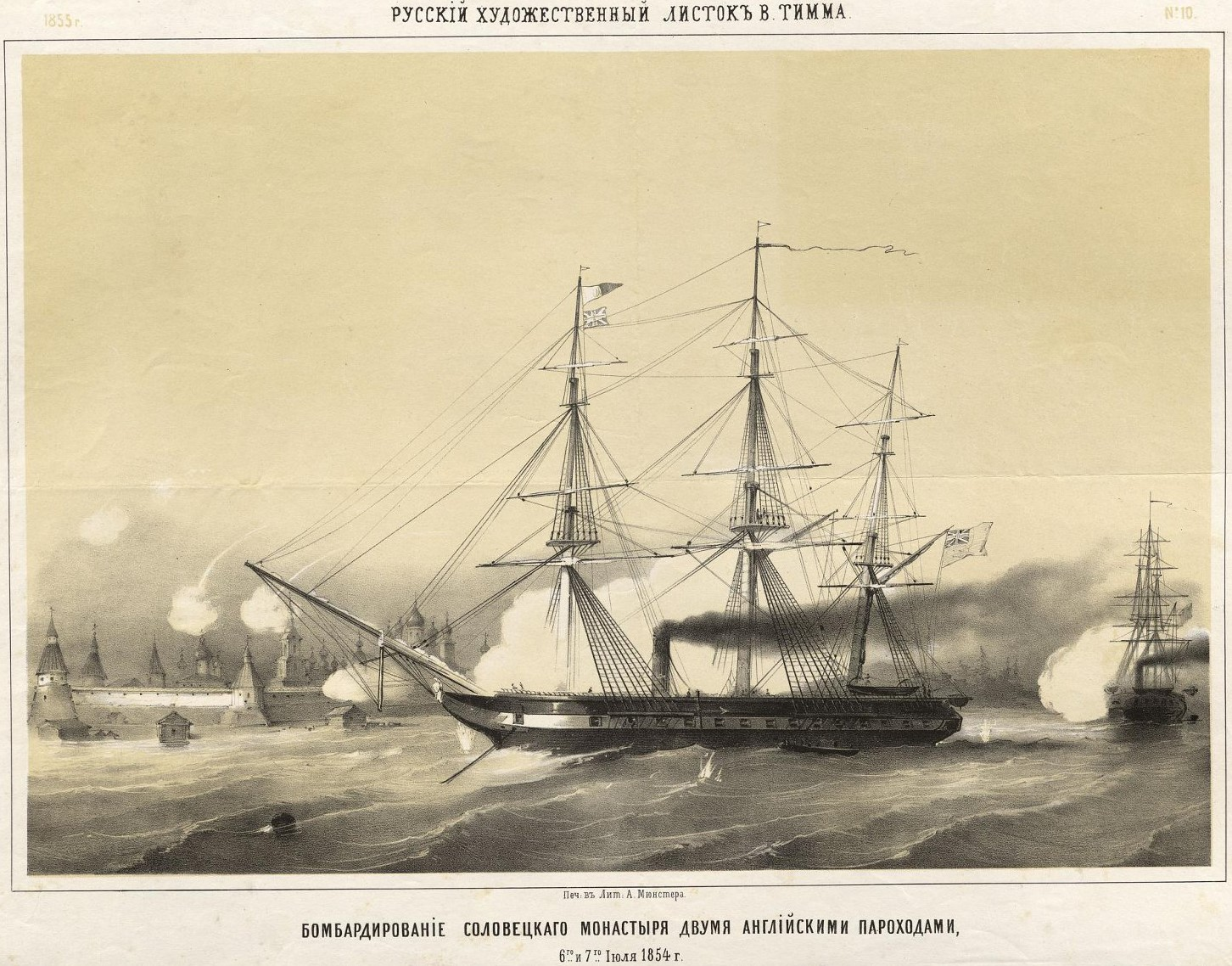
Бомбардирование Соловецкого монастыря двумя британскими пароходами в 1854 году. На заднем плане видны очертания Соловецкого монастыря и бухты Благополучия

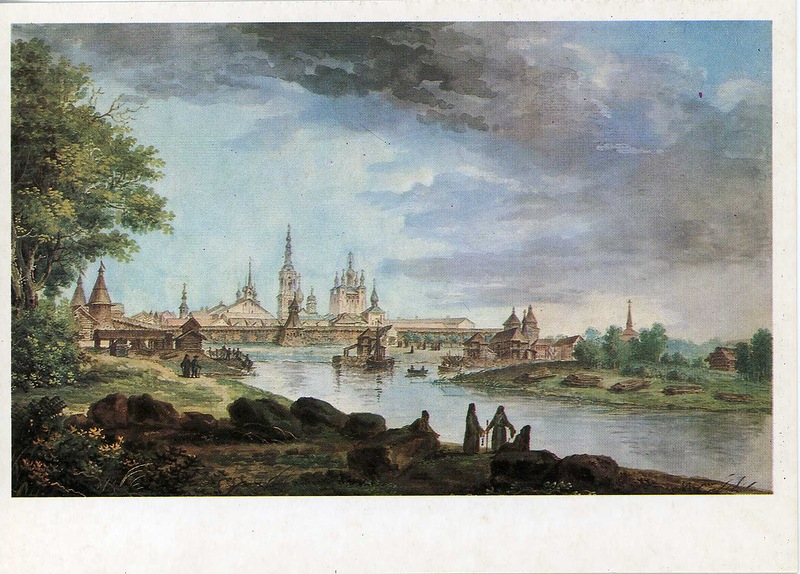
Соловки на ведуте 1780-х годов

В 1814 году монастырь теряет свои военные функции, происходит так называемое «разоружение Соловков». В 1854 году Соловецкий монастырь обстреливается с британских кораблей «Бриск» и «Миранда». С 1861 года из Архангельска на Соловки устанавливается регулярное пароходное сообщение. В 1873 году состоялось первое издание «Соловецкого патерика». В 1898 году открыта Соловецкая биостанция. В 1899 году была издана «История ставропигиального Соловецкого монастыря» — наиболее полный труд по истории обители.

### XX век
В 1918 году на Соловках впервые появились отряды красногвардейцев, произошла конфискация части продовольственных запасов монастыря. В 1920 году состоялось прибытие на Соловки комиссии М. С. Кедрова, Соловецкий монастырь ликвидирован и его руководство сослано. Архимандрит Вениамин (Кононов), последний настоятель Соловецкой обители, и его келейник иеромонах Никифор (Кучин) были убиты (сожжены заживо) в лесной избушке близ реки Лодьма в районе Волкоозера на Пасху 1928 года. 15 января 2004 года в Северодвинске совершено освящение деревянного Храма в честь преподобномучеников Вениамина и Никифора.
На месте монастыря были организованы совхоз «Соловки» и лагерь принудительных работ. С 1923 года на Соловках располагался один из первых исправительно-трудовых лагерей для политических и уголовных заключённых — Соловецкий лагерь особого назначения.
В 1937 году он был реорганизован в тюрьму. В 1939 году произошла ликвидация тюрьмы на Соловках, архипелаг был передан Северному флоту, на островах был организован учебный отряд Северного флота.
23 сентября 1930 года Соловецкие острова вошли в состав Кемского района Автономной Карельской ССР.
20 октября 1930 года Соловецкие острова выведены из состава Автономной Карельской ССР и включены в состав Северного края.
В 1942—1945 годах на островах функционировала школа юнг.
12 февраля 1944 года был организован Соловецкий островной совет, аналогичные «островные советы» были созданы в годы Великой Отечественной войны на острове Колгуев и архипелаге Новая Земля.
В 1948 году островной Совет депутатов трудящихся выступил с инициативой о придании населённому пункту Соловки статуса города с присвоением наименования «город Соловецк», однако, эта инициатива не нашла поддержки.
В 1967 году на Соловках был создан филиал Архангельского областного краеведческого музея. Через семь лет он был преобразован в Соловецкий государственный историко-архитектурный и природный музей-заповедник.
В 1971 году Соловецкий островной совет был переименован в сельский совет.
В 1987 году на территории Соловецких островов образован Соловецкий район. Создан районный Совет, а населённый пункт архипелага получил официальное название «посёлок Соловецкий».
В 1990 году была возобновлена религиозная деятельность на Соловецких островах.
В 1992 году ЮНЕСКО включило Соловецкий историко-культурного комплекс в список Всемирного наследия. В 1995 году комплекс попал в Государственный свод особо ценных объектов культурного наследия народов Российской Федерации.
В 2004 году в рамках организации местного самоуправления на островах был создан Соловецкий муниципальный район, который к 2006 году был упразднён, а архипелаг переподчинён Приморскому муниципальному району в качестве Соловецкого сельского поселения.

## География

### Географическое положение

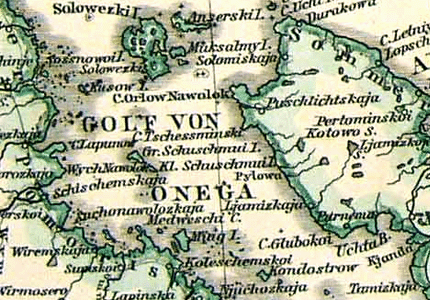
Фрагмент карты из атласа Стейлера (1882 год).

Соловецкие острова находятся в наиболее мелководной западной половине Белого моря, при входе в Онежский залив, образуя западный (Западная Соловецкая салма) и восточный (Восточная Соловецкая салма) проходы в него. Течение в районе Соловецких островов зависит от сточного течения вод реки Онеги и Онежского залива, идущее от устья Онеги к северу, вдоль Летнего берега, затем огибающее Соловецкие острова с поворотом к востоку, вокруг северо-западной части Летнего берега.
Архипелаг отделён от Летнего берега Белого моря проливом Восточная Соловецкая салма (около 40 км), от Карельского берега — проливом Западная Соловецкая салма (около 60 км). От Полярного круга острова отдалены на 165 км. Часовой пояс островов UTC+3 (московское время).

### Рельеф
Рельеф Соловков сформирован ледниковыми отложениями и позднейшими процессами (выветривание, эрозия). Из-за последних на островах много песка. Наибольшие высоты над уровнем моря — 86 м (гора Вербокольская на острове Анзер), а также гора Секирная (73 м) и гора Поднебесная (80.3м) на Большом Соловецком острове. Учёный А. А. Иностранцев, проводивший в конце XIX в. геологические исследования, утверждал, что Секирная гора и Голгофа образованы ледниковыми наносами.

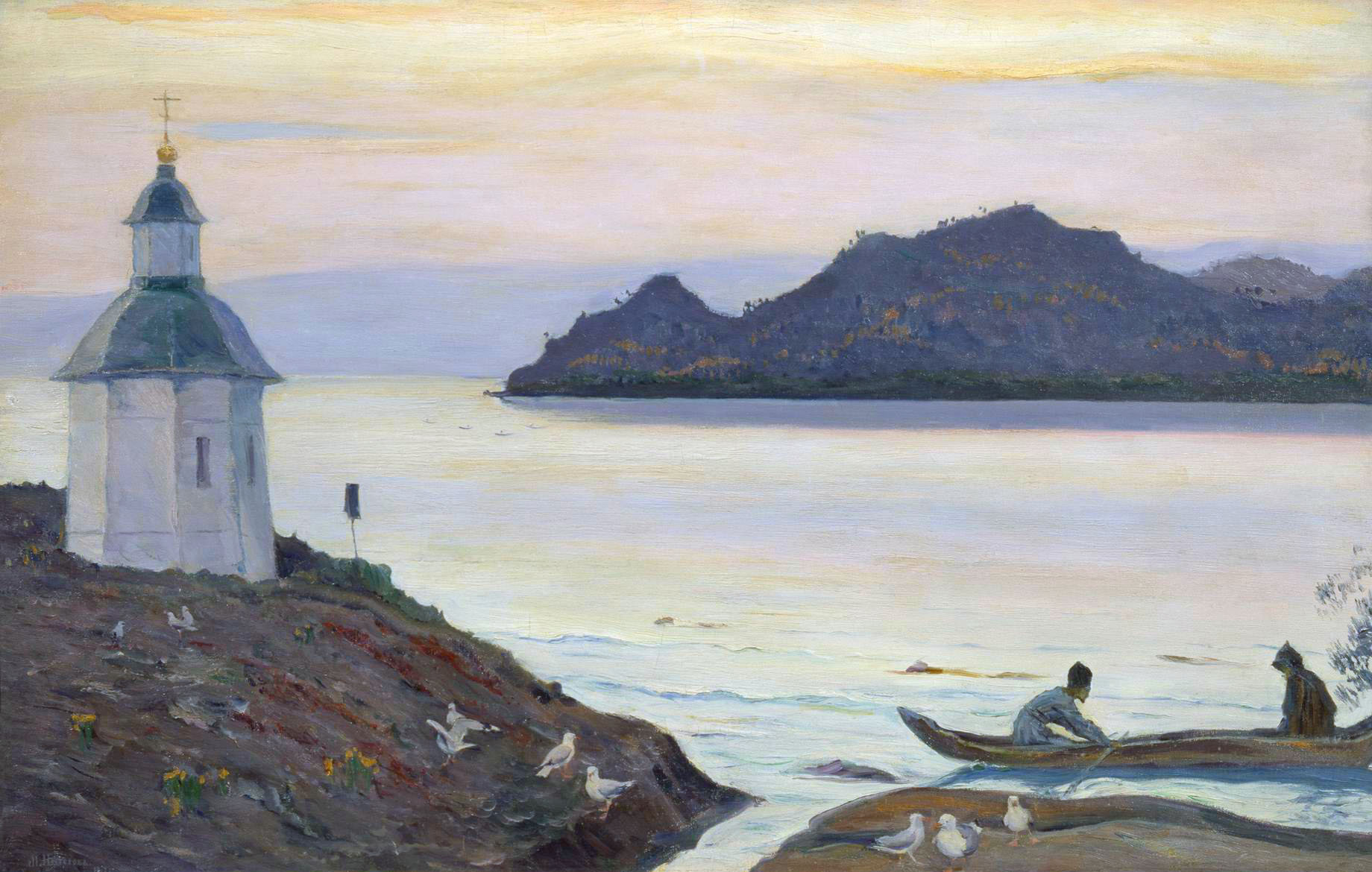
Рельеф Соловецких островов прекрасно отражен на картинах М. В. Нестерова

Рельеф островов неровный, холмистый, а в южной и западной частях поверхность гористая. На Большом Соловецком острове выделяются три основных зоны рельефа: центральная часть острова с холмисто-возвышенным ландшафтом и развитой сетью озёр; южная часть, представляющая собой впадину, окружённую возвышенностями, заполненную торфяными болотами и озёрами, и область побережья.
Помимо горы Секирной, на Большом Соловецком острове есть ещё несколько небольших, по 25—60 метров, возвышенностей и хребтов. Они тянутся грядами невысоких холмов с пологими краями. Большинство из них расположены в центральной части острова: на восток от Кремля идут отлогие Хлебные горы, на северо-запад от монастыря — Валдайские горы, на север от них, в районе Красного озера, — цепь Сетных, Гремячьих и Волчьих гор. В юго-восточном углу острова Большая Муксалма есть гора Фавор.
Направление всех возвышенностей и озёрных котловин Большого Соловецкого острова в точности совпадет с направлением движения ледника. Ледник двигался с северо-северо-запада на юго-юго-восток, оставляя за собою продольные гряды валунов и валунного щебня и прокладывая идущие в этом же направлении длинные оси большинства озёр северной части острова. Позднее ледник несколько изменил направление своего движения, которое в центральной части острова почти совпало с меридиональным, а в южной части вновь несколько сместилось на линию с северо-северо-востока на юго-юго-запад.

### Гидрология
Средняя величина прилива — 0,6 м, сизигийного (максимального) прилива — 0,8 м. По характеру прилив полусуточный. Солёность воды у берегов Соловецких островов значительна, однако подвержена колебаниям в зависимости от изменений различных показателей.
У острова Соловецкий рельеф дна неровный. Берега острова окаймлены отмелью с глубинами менее 5 м, прибрежная часть которой кое-где осыхает. Наибольшей ширины отмель достигает у восточного берега острова.
На Соловках нет рек, родников — наперечёт (в прибрежной полосе), и почти нет ручьёв. Но пресной воды на острове много, и в самой непосредственной близости от моря. Озёра Соловков в основном (кроме нескольких реликтовых озёр, которые представляют собой бывшие морские лагуны) имеют ледниковое происхождение. Всего их на острове более 300 (или 400, если считать мелкие). Впрочем, и насчет общей площади озёр на острове существуют разночтения: 2720, 2593, 2600, 2763, 2753 гектара. Берега большинства озёр крутые и заросшие лесом. Соловецкие острова питаются за счёт грунтовых вод и в меньшей степени за счет атмосферных. Растительный мир озёр довольно богат: специальными исследованиями установлено 19 видов водной и 22 вида береговой флоры.
Большую долю в рыбном промысле (до 80 % улова) имеет сельдь. Развитие сельдяного промысла в Белом море относится к началу XIV столетия, к моменту возникновения Соловецкого монастыря. Среди сельди, обитающей у берегов Соловецкого архипелага, выделяют мелкую и крупную сельдь. Беломорская сельдь достигает длины 22 см (мелкая) и 32—34 см (крупная). Нерест происходит в конце апреля — начале мая в Кандалакшском заливе и в мае — начале июня в Онежском и Двинском заливах. Икру сельдь откладывает в прибрежной полосе от линии прилива до глубины 5 м. Икру поедает девятииглая колюшка.

### Климат
Обобщение результатов многолетних режимных наблюдений метеостанции Соловки за динамикой температуры воздуха, поверхности почвы и количества осадков показало сходство тенденций изменения температур воздуха на островах с континентальными регионами Северной Европы. Климат Соловецкого архипелага морской, с переходом к континентальному, по среднегодовым характеристикам более теплый, чем на материке. Однако биоиндикация и анализ скорости почвообразования показывают, что он является неблагоприятным для биотического компонента ландшафтов. В настоящее время происходит прогрессирующее потепление климата островов, уже оказывающее заметное влияние на биоту.
По результатам оригинальных измерений был показан суточный ход температур воздуха и подстилающих пород ландшафтов в разных участках Большого Соловецкого острова, а также изменение температур в течение летнего сезона. Контраст среднелетних температур между наиболее теплыми и холодными участками в среднем составляет 20-25 % (максимально до 50 %).
| Показатель                           | Янв.  | Фев.  | Март  | Апр.  | Май  | Июнь | Июль | Авг. | Сен. | Окт. | Нояб. | Дек.  | Год   |
| ------------------------------------ | ----- | ----- | ----- | ----- | ---- | ---- | ---- | ---- | ---- | ---- | ----- | ----- | ----- |
| Абсолютный максимум, °C              | 3,8   | 3,4   | 5,3   | 14,8  | 25   | 27,2 | 28,6 | 27,5 | 19,5 | 12   | 8,3   | 4,2   | 28,6  |
| Средний суточный максимум, °C        | −5,7  | −6,4  | −2,9  | 3,4   | 10,1 | 14,9 | 17,9 | 16,4 | 11,7 | 5,6  | 1,2   | −3,2  | 5,3   |
| Средняя температура, °C              | −9,4  | −10,2 | −6,1  | −1    | 4,3  | 10,1 | 13,8 | 12,1 | 8,7  | 3,2  | −1,6  | −6,1  | 1,5   |
| Средний суточный минимум, °C         | −14,7 | −15,5 | −11,2 | −5,3  | 1,3  | 7,2  | 11,1 | 9,6  | 6,4  | 0,2  | −4,5  | −12,9 | −2,3  |
| Абсолютный минимум, °C               | −30,4 | −31,5 | −26,4 | −18,3 | −7,5 | −1,3 | 3,2  | 2,3  | −0,6 | −8,7 | −13,2 | −33,3 | −33,3 |
| Норма осадков, мм                    | 37    | 30    | 30    | 35    | 38   | 50   | 49   | 63   | 68   | 67   | 50    | 44    | 561   |
| Источник: ЕСИМО Туристический портал |       |       |       |       |      |      |      |      |      |      |       |       |       |

| Показатель                                 | Янв.  | Фев.  | Март  | Апр.  | Май  | Июнь | Июль | Авг. | Сен. | Окт. | Нояб. | Дек. | Год   |
| ------------------------------------------ | ----- | ----- | ----- | ----- | ---- | ---- | ---- | ---- | ---- | ---- | ----- | ---- | ----- |
| Абсолютный максимум, °C                    | 2,4   | 4,4   | 5,3   | 18,1  | 26,0 | 27,4 | 29,8 | 25,9 | 20,5 | 11,5 | 9,2   | 3,1  | 29,8  |
| Средний суточный максимум, °C              | −6    | −5,5  | −1,9  | 3,5   | 11,1 | 15,1 | 19,3 | 17,1 | 12,4 | 5,6  | 1,2   | −2,1 | 5,8   |
| Средняя температура, °C                    | −8,2  | −7,9  | −4,9  | 0,2   | 6,4  | 10,7 | 14,9 | 13,5 | 10,0 | 4,1  | −0,2  | −3,7 | 2,9   |
| Средний суточный минимум, °C               | −10,6 | −10,5 | −8    | −2,5  | 3,2  | 7,5  | 11,6 | 10,9 | 8,0  | 2,5  | −1,7  | −5,4 | 0,4   |
| Абсолютный минимум, °C                     | −26,7 | −29,2 | −22,4 | −16,2 | −6,7 | 0,6  | 3,4  | 2,1  | 0,7  | −7,7 | −12,5 | −21  | −29,2 |
| Норма осадков, мм                          | 40    | 28    | 25    | 35    | 29   | 53   | 66   | 57   | 57   | 66   | 46    | 54   | 553   |
| Источник: Компиляция данных с метеостанции |       |       |       |       |      |      |      |      |      |      |       |      |       |

| Показатель              | Янв. | Фев. | Март | Апр. | Май  | Июнь | Июль | Авг. | Сен. | Окт. | Нояб. | Дек. | Год  |
| ----------------------- | ---- | ---- | ---- | ---- | ---- | ---- | ---- | ---- | ---- | ---- | ----- | ---- | ---- |
| Абсолютный максимум, °C | 0,1  | −0,5 | −0,2 | 1,4  | 12,7 | 20,3 | 20,5 | 19,3 | 15,2 | 10,2 | 4,5   | 2,7  | 20,5 |
| Средняя температура, °C | −1,3 | −1,3 | −1,1 | −0,8 | 1,4  | 7,4  | 11,1 | 11,4 | 9,1  | 4,5  | 0,6   | −1,1 | 3,3  |
| Абсолютный минимум, °C  | −1,9 | −1,9 | −1,9 | −1,8 | −1,3 | 0,1  | 5,3  | 7,5  | 4,3  | −0,5 | −1,9  | −1,9 | −1,9 |

Обычно сплошное ледяное поле от материка до Соловецких островов не формируется

30 марта 2002 года спутники NASA зафиксировали наличие сплошного ледяного покрова от материка до островов, что позволяет говорить о возможной миграции животных с материка на острова и наоборот

Соловецкие острова относятся к районам Крайнего Севера.
Климат на островах умеренный. Он определяется расположением архипелага в полярных широтах и окружённостью морем. В июне продолжительность светового дня достигает 21,5 часа, в декабре — около 4 часов.
В районе архипелага ощущается влияние циклонов, для лета характерны частые вторжения арктических воздушных масс, несущих солнечную, но холодную погоду. Благодаря смягчающему влиянию Белого моря, Соловки находятся в сравнительно благоприятных температурных условиях: на Соловках мягкая зима и прохладное лето. Абсолютный минимум температуры был зафиксирован в 1893 году, он составил −36,5 °C, а абсолютный максимум был отмечен в 1972 году, он составил + 31,2 °C.
Средняя годовая скорость ветра составляет 6,8 м/с. С марта по август на архипелаге преобладают холодные северо-восточные ветра, с сентября по февраль — юго-западные. Восточных ветров на Соловках не бывает. Ветер чувствуется на берегу, а середина острова прикрыта лесом, и ветры там не ощущаются. Павел Флоренский 22 ноября 1936 года в письме так пишет о соловецких ветрах:

Впрочем, здесь такой недопустимо тёплый климат, что можно ходить и без тёплого: на дворе температура лишь немногим ниже нуля и иногда почти на нуле. Бывает и холодно, но не от мороза, а от ветра; особенно, когда ветров было больше и они были сильнее, было по-моему гораздо холоднее, чем теперь.

Средняя годовая относительная влажность составляет 82 %, ежегодно бывает в среднем 37 туманных дней. Наиболее дождливыми статистически являются август — октябрь (в среднем по 5 дней в месяце с сильными либо продолжительными дождями), наименее дождливыми — май — июнь (2—3 дня).
Вследствие медленного прогревания и охлаждения моря сезонные изменения на архипелаге наступают позднее, чем на материке. В среднем запаздывание сезонов составляет две-три недели. Зимой море образует четырёх- или пятикилометровую линию припая. 30 марта 2002 года при помощи спутника единожды было зафиксировано наличие сплошного ледяного покрова, который соединял материк с островами.
Температура воды Белого моря вблизи берегов летом может достигать 18—20 °C. Летняя температура воды в южной части Белого моря выше, чем в северной его части, в середине осени температура воды в обеих частях моря одинакова. Во второй половине июня температура морской воды на глубине до 8,4 м лежит в пределах +3,4 и +4,75 °C, в середине августа — 8,4—8,9 °C, а в последней декаде августа температура морской воды на поверхности моря (и у его берегов) равна 8 °C.

### Флора

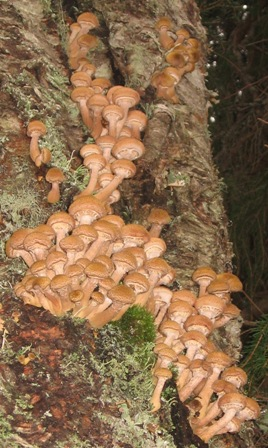
На Большом Соловецком острове растут опенки

Флора сосудистых растений Соловецких островов насчитывает 548 видов. Аборигенная фракция флоры насчитывает 379 видов (69 %). На 10 ведущих семейств приходится в общей сложности 212 видов (55.9 % флоры). Наиболее крупным по числу аборигенных видов является семейство осоковые (Cyperaceae) (43 вида, 11,3 %), далее идут злаки (Gramineae) (38 видов, 10.0,%), сложноцветные (Compositae) (32 вида, 8,4 %), розоцветные (Rosaceae) (19 видов, 5,0 %), норичниковые (Scrophulariaceae) (17 видов, 4,5 %), лютичные (Ranunculaceae) (16 видов, 4,2 %), гвоздичные (Caryophyllaceae) (14 видов, 3,7 %), бобовые (Papilionaceae) (12 видов, 3,2 %) и орхидные (Orchidaceae) (11 видов, 2,9 %). По 10 видов (2.6.%) приходится на ситниковые (Juncaceae), ивовые (Salicaeae) и гречишные (Polygonaceae). Одной из специфических черт соловецкой флоры сосудистых растений является отсутствие ряда видов, характерных для континентальной северной тайги как Русской равнины, так и зачастую Восточной Фенноскандии, и нередко занимающих здесь доминирующее положение в фитоценозах. Речь идет о видах растений, принадлежащих к группе евро-сибирского приручейно-горнолугового высокотравья, в том числе: элимусы (Elimus caninus, E. fibrosus, E. mutabilis), трищетинник сибирский (Trisetum sibiricum), воронец красноплодный (Actaea erythrocarpa), аконит северный (Aconitum septentrionale), княжик сибирский (Atragene sibirica), какалия копьевидная (Cacalia hastata), латук сибирский (Lactuca sibirica), крестовник дубравный (Senecio nemorensis), бодяк огородный (Cirsium oleraceum) и другие.
Бо́льшая часть островов покрыта сосново-еловыми лесами, частично заболоченными. Зональными биоценозами для Соловецких островов являются притундровые леса и лесотундровые криволесья, поскольку здесь проходит среднеиюльская изотерма 12°С, на севере Европы маркирующая границу между северной тайгой и лесотундрой. Формирование экстразональных тундр на островах связано с охлаждающим действием моря и преобладанием холодных северо-восточных ветров в вегетационный период. Тундра Соловецких островов часто называется псевдотундрой по причине отсутствия вечной мерзлоты.
В прибрежной полосе наблюдаются богатые плантации водорослей, среди них ламинария, фукус, анфельция, которые имеют промышленное значение.

#### Ботанический сад
Ботанический сад на Большом Соловецком острове был основан в 1822 году архимандритом Макарием и первоначально назывался Макарьевской пустынью (в Советское время пустынь стали называть хутор Горка). Ботанический сад находится в холмистой местности, между озёрами Нижний Перт и Пустынное. Площадь, занимаемая садом, составляет 5 га. Первые посадки на территории Соловецкого ботанического сада не сохранились. Сейчас на территории ботанического сада произрастают растения, высаженные монахами (в 1870—1920 годах), посадки заключённых Соловецкого лагеря особого назначения (1927—1936 годы). Ботанический сад находится под управлением музея, постоянно поддерживается. Остались старые посадки бадана толстолистного вдоль центральной дороги. На территории сада произрастает более тридцати видов древесных растений, около 500 видов и сортов декоративных, лекарственных, пищевых и кормовых растений.
Сейчас самыми старшими по возрасту являются сибирские кедры и яблони Палласа, которым более ста лет. Помимо них, на территории Соловецкого ботанического сада произрастают липа мелколистная, черёмуха пенсильванская, чай даурский, роза морщинистая и многие другие растения, которые климатически не характерны для северных широт. Около сада находился воскобительный завод, по трубам которого тепло подавалось в парники (в них росли арбузы, дыни, персики). Так же отапливалась оранжерея с цветами.

### Фауна
Животный мир на островах не очень разнообразен, однако весьма многочислен. Здесь встречаются белки, зайцы, лисы, северные олени. В озёрах водится окунь, плотва, щука, налим. В море обитают нерпа, белуха, морской заяц, гренландский тюлень, сельдь. В озёрах островов обитает 20 видов пресноводных моллюсков. Среди насекомых Соловецких островов пока детально изучены только некоторые таксономические группы. Известно, что фауна дневных бабочек на архипелаге насчитывает 34 вида, шмелей — 13 видов, жуков-жужелиц — 68 видов, жуков-листоедов — 30 видов, мух-журчалок — 17 видов.
На Соловках в разное время наблюдалось более 190 видов птиц, не все они гнездятся на островах. На Соловецких островах орнитологами были найдены гнёзда следующих птиц: чайка[уточнить], кулик[уточнить], атлантический чистик, гага, крохаль, крачка, кряква, гагара, турухтан, белая куропатка, гоголь, дрозд, юрок, синица, дятел, овсянка, глухарь, клёст, рябчик, ястребиная сова.

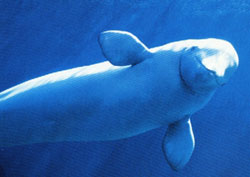
У берегов Соловецких островов обитает белуха

Около Соловецкого архипелага обитает Беломорская белуха (D. l. maris-albi Ostroumov, 1935) — самая мелкая из всех обитающих в России белух, длина её тела составляет 312 см. Кроме Белого моря, этот вид белух встречается только в Баренцевом море. Соловецкое стадо насчитывает около 80 особей и обитает, в основном, у западных берегов Большого Соловецкого острова — в районе мыса Белужьего. В 2001 году в целях охраны этого вида было издано «Постановление о введении запрета плавания судов любого класса в районе мыса Белужий и ограничении посещения его прибрежной зоны».
Соловецкие чайки — это один из символов Соловков. Известно, что на занавесе открывшегося 23 сентября 1923 года лагерного театра была вышита беломорская чайка. Её изображения не сохранилось. Эмблемой лагерного журнала «Соловецкие острова» в 19З0-е годы было изображение беломорской большеклювой чайки, летящей над морем на фоне трёх прибрежных камней. М.Богословский в 1898 году так писал о соловецких чайках:

В последних числах марта эти чайки бывают первыми вестницами в обители приближения весны: одна или две птицы, возвратившись с зимовья, с громким криком облетают весь монастырь и удаляются. На другой день показывается их более, на третий ещё более и, наконец, в большом числе, в апреле они располагаются здесь на целое лето, прогнав воронов в леса.

#### Островные эффекты и миграционные процессы
Видовой состав многих таксономических групп фауны (млекопитающие, амфибии, рептилии, пресноводные рыбы и моллюски, булавоусые чешуекрылые, шмели, жуки-жужелицы) на Соловецком архипелаге существенно обеднен по сравнению с материком. На примере шмелей исследован эффект «компенсации плотностью» и разработаны представления о динамической компенсационной системе, когда в разные годы на лидирующие позиции в составе таксоценов шмелей попеременно выходят то одни, то другие виды, а суммарная плотность особей этих опылителей в островных экосистемах остается на сходном уровне. Функционирование компенсационной системы регулируется как абиотическими (погодно-климатическими), так и биотическими (конкуренцией за трофические ресурсы) факторами. Устойчивость системы обусловлена наличием резервных компенсаторных видов, которые способны к быстрому росту численности на фоне депрессии обилия других видов при изменении условий среды. На Соловецких островах рассмотренный компенсационный механизм обеспечивает стабильное опыление энтомофильных растений в условиях погодно-климатических флуктуаций. Так, на обширных луговых угодьях Соловецкого монастыря, созданных ещё в XIX в. на мелиорированных землях, в составе травостоя до настоящего времени сохранилось значительное участие бобовых растений (Trifolium, Vicia, Lathyrus), несмотря на отсутствие подсева в течение многих десятилетий.
Фауна булавоусых чешуекрылых Соловецких островов по итогам многолетних исследований (2001—2010 гг.) оказалась весьма динамичной. В основе этой динамики лежит современный обмен видами в системе континент — острова, который осуществляется постоянно и интенсивно. Изоляция островов в пределах 25 км не является значимым барьером для расселения булавоусых чешуекрылых. Почти половина обнаруженных на островах видов — лишь временные вселенцы, образующие поселения на 1—5 сезонов. Попадание новых видов на Соловецкие о-ва обычно совпадает с резким возрастанием их численности на севере Европы либо с периодами массовых миграций с юга. Медианная оценка интенсивности современного потока мигрантов — два вида в год. Вероятность образования устойчивой популяции новым вселенцем на островах в современных условиях стремится к нулю. Причем более половины из 18 оседлых видов, скорее всего, заселили территорию острова Большой Соловецкий примерно в одно время в позднеледниковье или раннем голоцене, ещё до изоляции архипелага от материка.

## Культура

### Фестивали

Эмблема фестиваля авторской песни «На Соловецких островах»

С 2005 года ежегодно летом проходит фестиваль авторской песни «На Соловецких островах».
Организаторы — петербургский клуб песни «Восток», Соловецкий музей-заповедник и администрация МО «Сельское поселение Соловецкое».

## Здравоохранение
В посёлке Соловецком есть больница, которая располагается в ветхом каменном здании около монастыря. Существовал проект, предлагавший построить двухэтажную больницу из расчёта на 100 койко-мест, однако проект так и не был реализован. В здании больницы располагается аптека.

## Образование
В посёлке Соловецком есть средняя общеобразовательная школа. Также на территории Соловецкого архипелага действует образовательный центр «Соловецкие острова» Соловецкого музея-заповедника, который состоит из летнего университета, летней культурно-экологической школы, летней школы ремёсел, волонтёрского агентства, а также пленэрного центра.

## Биологическая станция
Первой научной экспедицией, работавшей в районе Соловецких островов, была так называемая Беломорская экспедиция 1876 года, организованная Обществом естествоиспытателей Петербургского университета и возглавленная профессором Н. П. Вагнером. Похожая экспедиция была устроена и в 1877 году.
В 1880 году на Большом Соловецком острове была размещена биологическая станция, которая, помимо изучения биологии Соловецкого архипелага, занималась и разведением рыбы. За 17 лет существования биологической станции были изучены морские беспозвоночные, в том числе 15 арктических видов медуз, обитающих в соловецких водах. Д. Д. Педашенко обобщил материал о беломорской фауне в районе Соловецких островов (описано 685 видов). А. Линко изучал пресноводную фауну в 23 внутренних соловецких озёрах. Были собраны богатые научные коллекции, часть которых доныне сохранилась и выставляется в действующих музеях и гербариях страны.

## Гостиницы
Все гостиницы и комнаты в частном секторе расположены в посёлке Соловецкий. Палатки на территории архипелага можно ставить только после согласования с местными властями в специально оборудованном палаточном городке. Помимо палаточного городка, есть несколько гостиниц.

## Транспорт
Связь Соловецких островов с материком осуществляется через воздушное сообщение, а также морским путём.

### Аэропорт

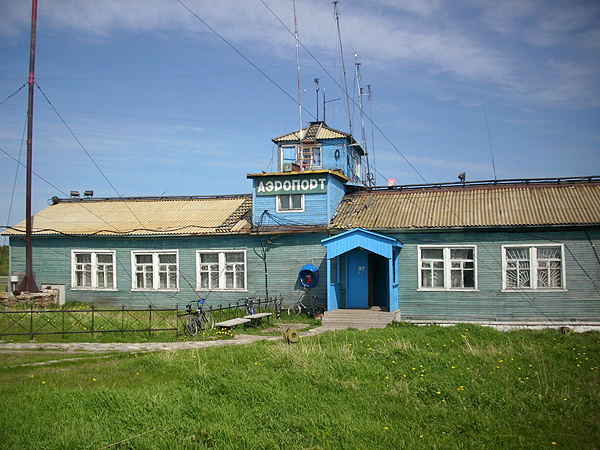
Аэропорт Соловки

На Большом Соловецком острове находится гражданский аэропорт «Соловки» («SOLOVKI»), принимающий воздушные суда четвёртого класса (воздушные суда до 10 т, например, Ан-2, Ан-3Т, Ан-28, Ан-38, Ан-24, Л-410, М-101Т), а также все типы вертолётов. Контрольная точка аэродрома (КТА) — N6502 Е03542. Взлётно-посадочная полоса имеет покрытие из металлических плит, её длина после реконструкции, законченной в 2004 году, составляет 1500 метров.
Регулярные авиарейсы на Соловецкие острова осуществляются из Архангельска (из аэропорта «Васьково» — на самолёте Л-410, а из аэропорта «Талаги» — на самолёте Ан-24), из Москвы (из аэропорта «Шереметьево-1» с пересадкой на другой самолёт в Архангельске) и из Петрозаводска.
Сообщение через местные авиалинии зависит от погодных условий. Сильный ветер, низкие облачность и видимость и некоторые другие погодные явления могут отрезать острова от материка (по крайней мере, по воздуху) на неопределённое время.

### Водный

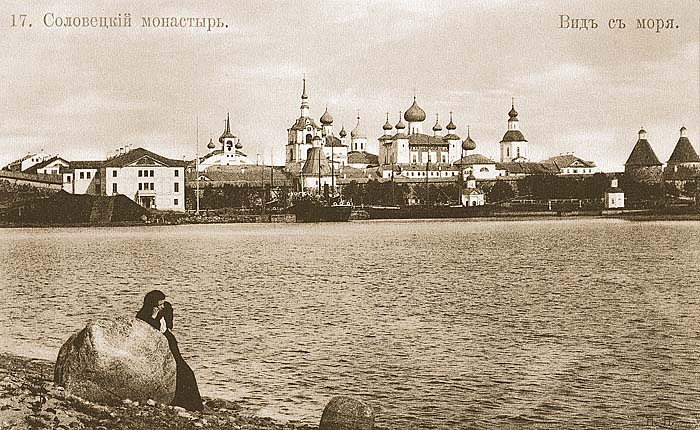
Открытка конца XIX в. изображает вид на Соловецкий монастырь со стороны бухты Благополучия.

Регулярное водное сообщение Соловецких островов с материком осуществляется через посёлок Рабочеостровск (фактически порт Кеми), а также через Беломорск.
По состоянию на 2019 год, между Кемью и Соловками курсируют небольшие катера, принадлежащие Соловецкому монастырю, Соловецкому музею и частным лицам, а также теплоходы «Василий Косяков» и «Метель-4», которые совершают регулярные рейсы до Соловков из Рабочеостровска. Из Беломорска ходит теплоход «Сапфир».
Водные суда причаливают к соловецким берегам в бухте Благополучия, на причале Хета, а также на Тамарином причале. Берега островов сильно изрезаны, на дне встречается большое количество камней, выступающих и не выступающих над поверхностью воды, это затрудняет навигацию у берегов.

### Дороги

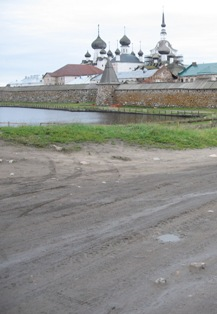
Ул. Сивко. Открывается вид на Святое озеро и Соловецкий монастырь.

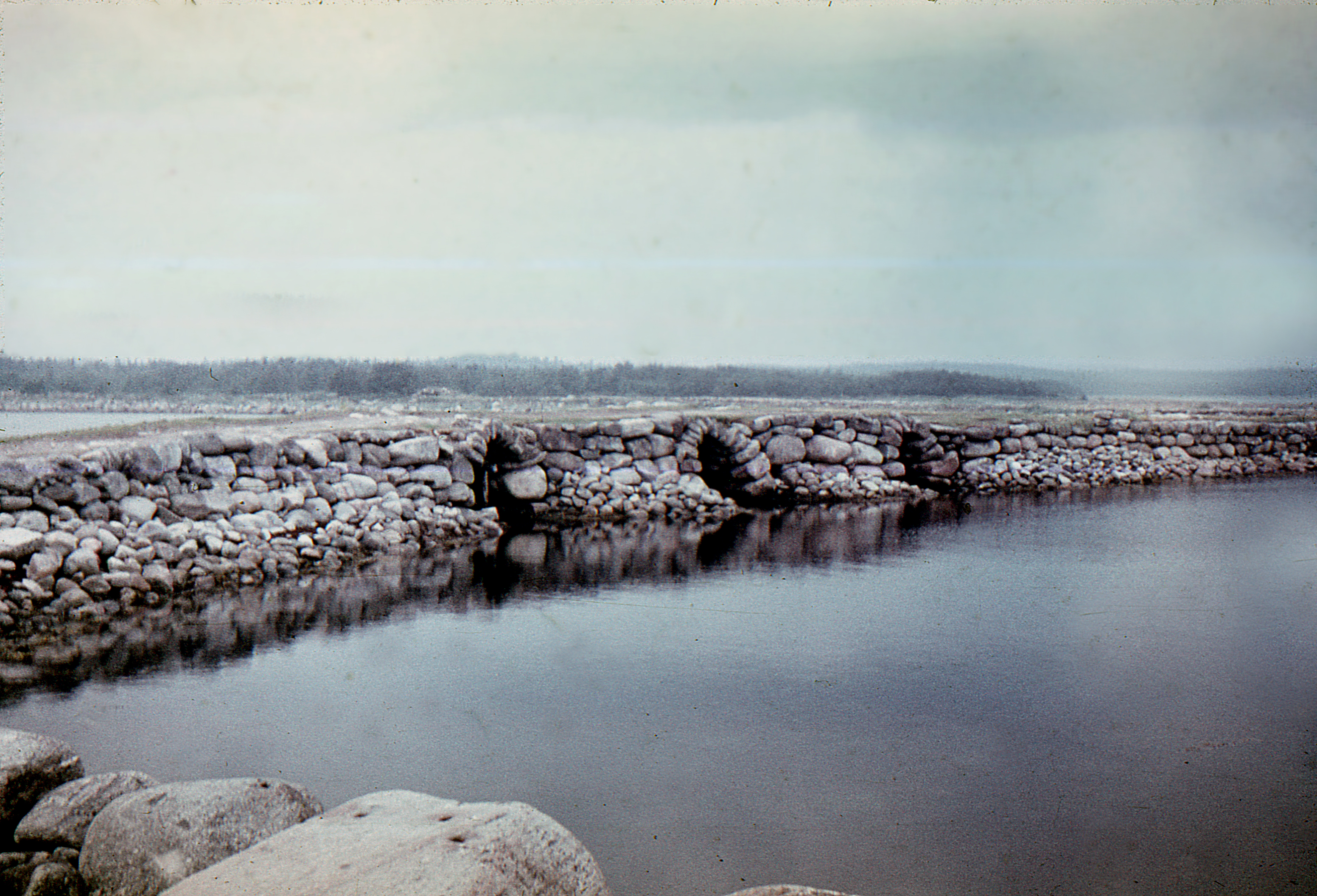
Соловки. Дамба на Муксалму

О титаническом труде, проделанном монахами в старину, говорит рукотворная дамба, ведущая на остров Муксалма, длиной около 1 км.
Асфальтированных дорог на Соловках нет. Основной транспорт — это автобусы, принадлежащие разным владельцам, а также грузовые автомобили разной вместимости. Частные лица, по большей части, используют автомобили повышенной проходимости. Местными жителями и туристами активно используется велосипед. На Анзере он является самым распространённым видом транспорта, также там имеются гужевые повозки и 1 трактор.

## Энергетика

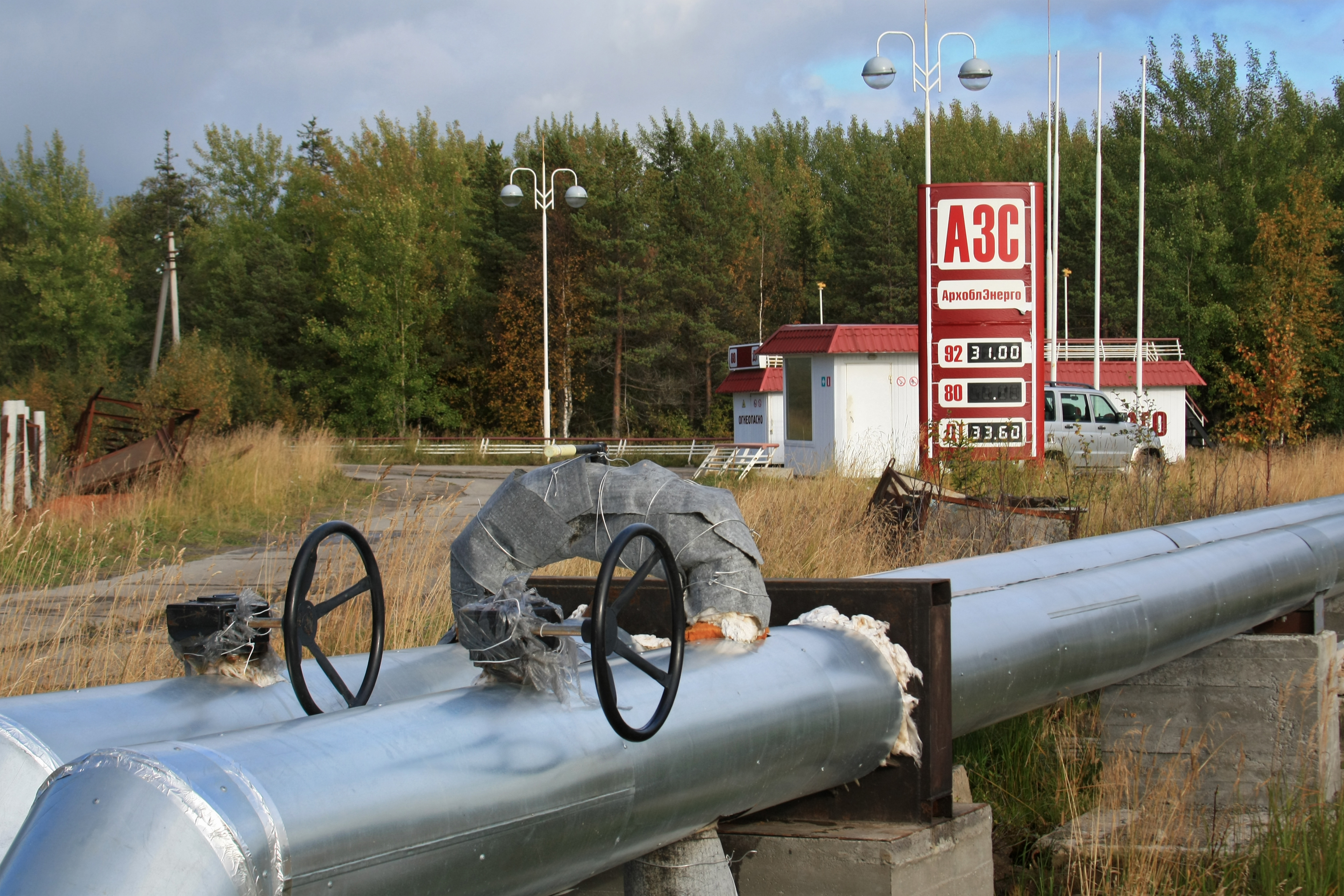
Автозаправочная станция и хранилище топлива для ДЭС на Соловецком острове

В настоящее время всё электричество на Соловках вырабатывается дизельной электростанцией. Ведутся разработки проекта «Экологически чистое энергоснабжение на Соловках». По словам директора Высшей школы энергетики, нефти и газа САФУ Павла Марьяндышева, проект будет разрабатываться специалистами университета с учётом опыта Норвегии. Он пояснил, что «для покрытия всей активной электрической энергии необходимо строительство высокотемпературной солнечной электростанции башенного типа с большим количеством отражающих коллекторов, что требует большой площади и значительных финансовых затрат. Целесообразнее всего применять солнечные фотоэлементы малой мощности распределённо для выработки электрической энергии, а также солнечные коллекторы для выработки тепловой энергии». Также рассматривается проект о размещении на Соловках ветрогенераторов. Дизель-электростанция на Соловках будет сохранена как запасной вариант энергоснабжения островов.

## Наследие ЮНЕСКО

Сертификат ЮНЕСКО, выданный историко-культурному комплексу Соловецких островов в 1992 году.

С 14 декабря 1992 года Соловецкий историко-культурный комплекс внесён в список Всемирного наследия ЮНЕСКО под номером 632 по критерию IV («Объект является выдающимся примером конструкции, архитектурного или технологического ансамбля или ландшафта, которые иллюстрируют значимый период человеческой истории»).

## Соловецкий монастырь
.

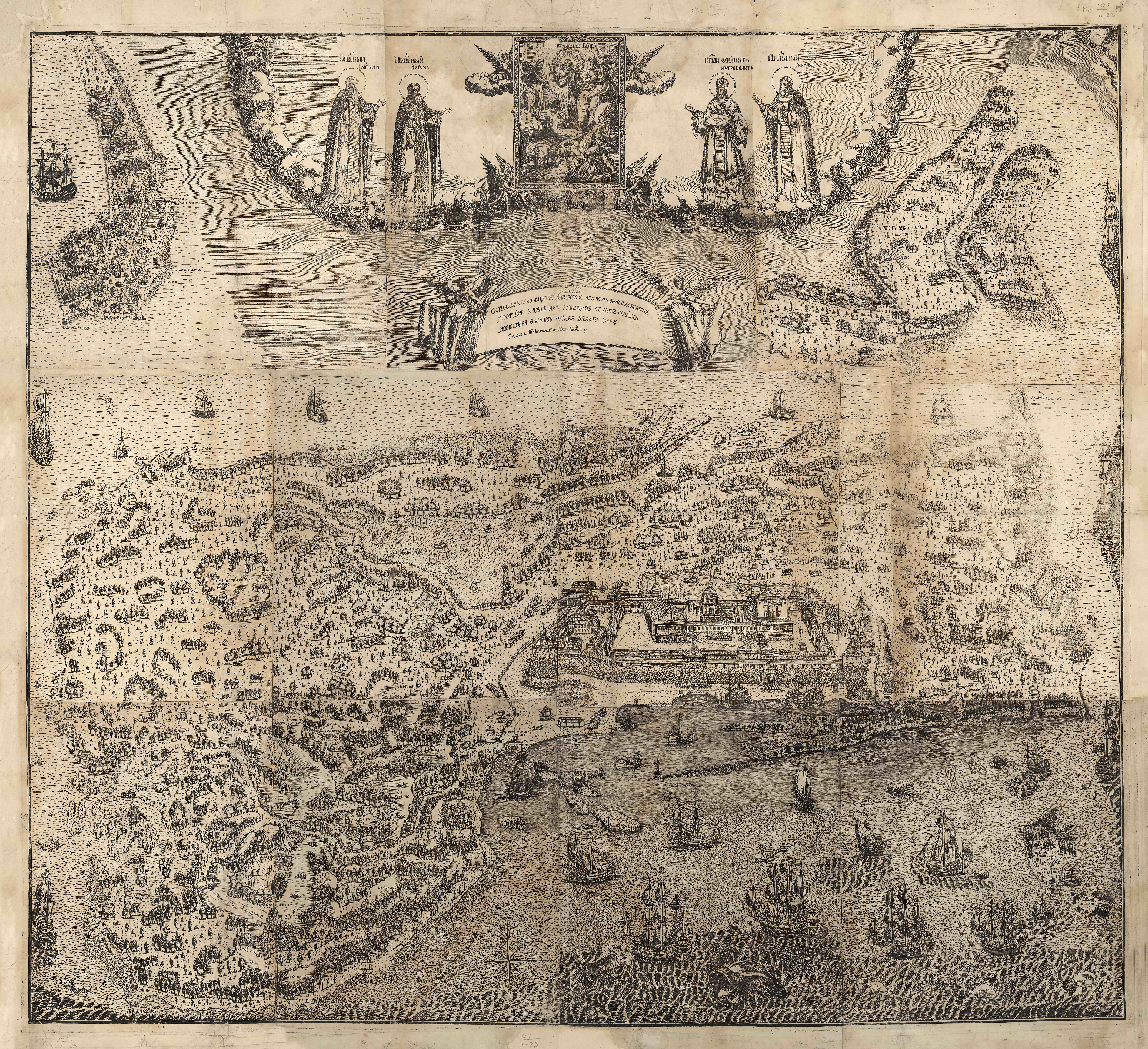
«План остравам Соловецкому, Анзерскому, Заецким, Муксальмским и протчим вокруг их лежащим с показанием монастыря в заливе окиана Белаго моря. А резан при Архимандрите Ионе 1800-го года» Грав. Лука Зубков — Б. м. : Соловецкий монастырь, 1800

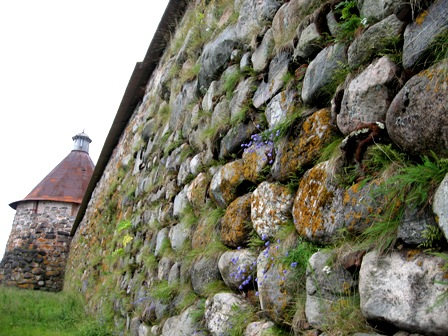
Стена Соловецкого монастыря построена из валунов, между которыми находятся кирпичи.

Согласно житию, во времена митрополита Фотия Савватий уже подвизался в Кирилло-Белозерском монастыре. Узнав, что на острове Валааме есть монастырь, где иноки ведут жизнь более строгую, Савватий перебрался туда. Удивляя братию своим терпением и смирением, он искал место для совершенного уединения и безмолвной молитвы. Савватий узнал, что в двух днях плавания от берега в Белом море стоит большой остров, никем не населённый, и ушёл из Валаамского монастыря.
Сначала он поселился у часовни на реке Выг, где встретил инока Германа, одиноко жившего в лесу. Герман согласился сопровождать Савватия на остров и остаться с ним там. Оба старца в 1429 году благополучно прибыли на остров и, не доходя 13 км до места современного монастыря, они близ озера водрузили крест и поставили келью. Постепенно, уже после смерти Савватия, на острове поселились другие отшельники и возник монастырь, получивший название Соловецкого.
Соловецкий монастырь расположен на перешейке между Святым озером и бухтой Благополучия на Большом Соловецком острове. Датой основания монастыря принято считать 1436 год — время появления на Соловках преподобного Зосимы. До того, как был построен современный каменный монастырь, существовали деревянные постройки XV — начала XVI вв. Архитектурный ансамбль монастыря включает в себя: Соловецкий Спасо-Преображенский собор, Благовещенскую Надвратную церковь, монастырскую крепость, сооружения монастырского поселка и скитов, уникальную систему гидротехнических сооружений и некоторые другие постройки.
Территория монастыря окружена массивными стенами (высота — от 8 до 11 метров, толщина — от 4 до 6 метров) с 7 воротами и 8 башнями, построенными в 1584—1594 годах под руководством архитектора Трифона. Стены сооружены из огромных камней размером до 5 метров. На территории монастыря расположены религиозные сооружения, соединённые крытыми переходами, окружённые жилыми и хозяйственными помещениями.
Монастырь был принудительно закрыт советской властью в 1920 году, а в его корпусах разместился Соловецкий лагерь особого назначения.
Но 25 октября 1990 года часть строений монастыря была возвращена Русской Православной Церкви.
В 1992 году произошло включение Соловецкого историко-культурного комплекса в список Всемирного наследия ЮНЕСКО, а в 1995 году — в Государственный свод особо ценных объектов культурного наследия народов Российской Федерации.

## Древние поселения
Древнее археологическое наследие острова представлено группой первобытных стоянок, мастерских и местонахождений отходов кварцевой индустрии, датированных V тыс. до н. э. — I тыс. н. э., каменными лабиринтами эпохи раннего железа, сейдами, а также многочисленными валунными сложениями домонастырского и монастырского времени.

### Соловецкие лабиринты
Самое большое значение (как археологический памятник) имеют соловецкие лабиринты. Вообще на берегах Белого моря обнаружено около 40 лабиринтов, из них более 30 на Соловецких островах Архангельской области, на Новой Земле, несколько памятников в Мурманской области в устье реки Поной, близ города Кандалакши и посёлка Умбы. Три лабиринта найдено на территории Карелии, один в Чупинском заливе и два на архипелаге Кузова.

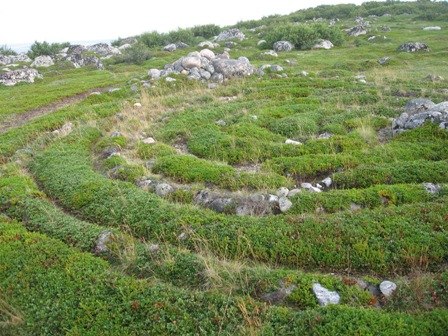
Лабиринты на Большом Заяцком острове.

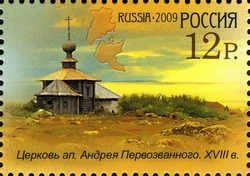
Церковь апостола Андрея Первозванного, 18 век. Марка, 2009

Имеются также сведения, что каменные лабиринты некогда существовали в устьях рек Кеми и Керети.
Начало исследованиям лабиринтов Севера положил заключённый СЛОНа Н. Н. Виноградов ещё в 1920-х годах. Первое описание соловецких лабиринтов встречается в описании монастыря, составленном архимандритом Досифеем:

На острове Заяцком, близ коего стоял Российский флот, повелено было Государем (Петром I) соорудить деревянную церковь во имя святого апостола Андрея. Также неподалёку от этой церкви выкладен был на земле в два ряда булыжных камней вавилон, или лабиринт, который и поныне виден.

Другие источники утверждают, что Пётр I отношения к постройке лабиринтов не имел.
Точного назначения каменных лабиринтов, которые встречаются повсеместно на Севере (большинство — в Скандинавии), не известно. Однако большинство археологов связывают лабиринты с культом мёртвых. Это подтверждается некоторыми фактами, в том числе и тем, что на большом Заяцком острове археологами под каменными кучами обнаружены пережжённые кости человека и каменные орудия. Мариуш Вильк в книге «Волчий блокнот» утверждает, что саамы верили в переселение душ после смерти на соседние острова — острова архипелага Кузова. По мнению Вилька, лабиринты нужны для того, чтобы душа не могла вернуться из райского загробного мира в мир живых — при таком возвращении душа должна заблудиться в лабиринте и вернуться обратно на Кузова.
Точное время постройки лабиринтов на Соловецких островах пока что неизвестно, однако большинство учёных относят их к I—II вв. до н. э. В наши дни сооружены лабиринты наподобие древних. Эти лабиринты находятся в южной части Большого Соловецкого острова на побережье Белого моря.

## Соловецкий Монастырь как тюрьма

### Соловецкая монастырская тюрьма
Первым заключённым на Соловках (чьё заключение было официально задокументировано) был игумен Артемий, выступавший против церковной знати и церковного землевладения. Игумен был осужден Церковным сбором в 1553 году и сослан в Соловецкий монастырь с предписанием «пребывать ему внутри монастыря с великой крепостью, в келье молчательной».
В одной из башен Соловецкого монастыря были организованы специальные тюремные кельи. Это были маленькие и тёмные помещения с небольшими отверстиями вместо двери, через которые заключённые проникали внутрь.
В XIX в. местные жители рассказывали о суровом режиме в этой тюрьме — заключенных морили дымом, замуровывали, пытали. Монастырская тюрьма постоянно расширялась. В 1798 году под тюрьму было приспособлено выстроенное ранее здание, а в 1842 году для заключённых построили специальное трёхэтажное здание и особые казармы для тюремной охраны. В новой тюрьме в полуподземном нижнем этаже были небольшие чуланы, без лавок и окон, куда помещали особо важных преступников.
В 1835 году была проведена жандармская ревизия Соловецкой тюрьмы, ревизия признала, что заключённые Соловецкой тюрьмы несли наказания, значительно превышавшие их вину. В результате проверки несколько из заключённых были освобождены, а некоторые были переведены в обычные монастырские кельи. После ревизии был издан указ, который был призван запретить сажать в монастырские тюрьмы без особого разрешения императора. Последние заключённые Соловецкой монастырской тюрьмы были выведены в 1883 году, но караульные солдаты содержались при ней до 1886 года.

### Соловецкий лагерь особого назначения

Образец денежной купюры Соловецкого лагеря. 1929 год

Соловецкий лагерь особого назначения (СЛОН) — крупнейший исправительно-трудовой лагерь 1920-х годов. Он находился на территории Соловецких островов.
Соловецкий лагерь был организован 2 ноября 1923 года постановлением СНК от 13 октября 1923 года на основе Пертоминского лагеря принудительных работ. Лагерю было передано в пользование всё имущество Соловецкого монастыря. СЛОН был закрыт 16 ноября 1931 года, вновь организован 1 января 1932 года и окончательно закрыт 4 декабря 1933 года. Заключённые, аппарат и имущество Соловецкого лагеря были переданы Беломоро-Балтийскому исправительно-трудовому лагерю.
В Соловецкий лагерь особого назначения изначально ссылались, в основном, политические заключённые. 10 июня 1925 года принимается «Постановление О прекращении содержания в СЛОН политзаключённых». Летом 1925 года политические заключённые были вывезены на материк.

Соловецкая железная дорога. Единственный пассажирский вагон. Фотография 1928 года.

В 1926—1927 годах лагерь осуществлял лесозаготовки (на Соловецких островах и в Карелии), торфоразработки, ловлю озёрной и морской рыбы, забой морского зверя, занимался сельским хозяйством, обслуживал кирпичный завод, кожевенное, гончарное, смолокуренное, известковое, салотопённое производства и механический завод, осуществлял погрузочно-разгрузочные работы на Мурманской железной дороге, дорожное строительство. В 1928—1931 годах лагерем осуществлялись лесозаготовки, обслуживался лесозавод в Ковде, лесопильные заводы в Карелии, погрузочные и разделочные работы на Мурманской железной дороге, осуществлялось дорожное строительство. Помимо этого, лагерь занимался рыболовством, сельским хозяйством, производством ширпотреба. Лагерь участвовал в начале строительства Северного участка Беломорско-Балтийского водного пути. В 1932—1933 годах СЛОН был занят, в основном, рыбной промышленностью и производством ширпотреба.

### Беломоро-Балтийский лагерь
Беломоро-Балтийский лагерь был организован 16 ноября 1931 года и был закрыт 18 сентября 1941 года. В то время, когда на Соловках располагалось одно из лагерных отделений Белбалтлага (то есть до 1937 года), лагерь обслуживал работу Беломорско-Балтийского комбината ОГПУ-НКВД, а именно осуществлял эксплуатацию Беломорско-Балтийского канала и освоение прилегающей к нему территории, занимался лесозаготовкой, строительством Сегежского лесобумажнохимического комбината (с осени 1935 года), Нижнетуломской ГЭС на реке Туломе.

### Соловецкая тюрьма особого назначения
В 1937—1939 годах на территории архипелага находилась Соловецкая тюрьма особого назначения (СТОН) Главного управления государственной безопасности (ГУГБ) НКВД СССР.